# Kansk
Kansk (en rus Канск) és una ciutat del krai de Krasnoiarsk, a Rússia. Es troba a la vora dreta del riu Kan, a 23 km a l'oest d'Ilanski, a 165 km a l'est de Krasnoiarsk i a 3.510 km a l'est de Moscou.

## Història
Kansk fou fundada com un ostrog el 1628, i s'instal·là a l'emplaçament actual el 1636. És una de les fortaleses més antigues de Sibèria on s'instal·laven diverses guarnicions militars, amb la intenció de defensar el territori rus de possibles incursions kirguizes. Fins a mitjan segle xviii, Kansk era un assentament cosac que fou destruït en diverses ocasions. Vers el 1740 es feu passar per Kansk l'únic camí aleshores practicable entre Moscou i Sibèria. Això promogué el comerç i feu de Kansk un lloc d'exili de condemnats a kàtorga. El 1822 obtingué l'estatus de ciutat. Des de la dècada de 1940, a causa de la Segona Guerra Mundial, s'instal·laren a la ciutat diverses indústries evacuades, la qual cosa donà a Kansk un caire més industrial.

## Demografia
| 1897    | 1926    | 1939    | 1959   | 1970   |
| ------- | ------- | ------- | ------ | ------ |
| 7 500   | 19 000  | 42 200  | 73 800 | 94 700 |
| 1979    | 1998    | 2002    | 2008   | 2015   |
| 100 600 | 107 500 | 103 000 | 98 965 | 91 658 |